# 大畑駅
大畑駅（おこばえき）は、熊本県人吉市大野町にある、九州旅客鉄道（JR九州）肥薩線の駅である。日本で唯一、ループ線の中にスイッチバックを併せ持つ駅である。

## 歴史
開業当時に走っていた蒸気機関車のために設けられた、信号所および給水所としての役割が大きかった駅で、現在でも駅の周りには人家がなく、大畑の集落に出るには徒歩1時間近くかかる。「こば」とは焼畑を意味した言葉で、かつて大きな焼畑があったことからこの駅名が付けられたという説がある。
人吉駅から連続する勾配を登ってきた蒸気機関車は、この駅で給水をする必要があった。また機関士たちのみならず、トンネルの連続で乗客達も煤で顔や手が汚れるため、駅のホームにある湧水の洗顔場で洗っていたという。人吉駅から当駅までの10 km強はD51形蒸気機関車で1 tもの石炭を消費し、1分間に250 Lもの水をボイラーに送り続けていたという。特に、1927年（昭和2年）まではこのルートが鹿児島本線とされ、多くの重量貨物列車が往来していた。
当駅で小休止した列車は、さらに険しい矢岳駅への勾配へ挑んでいった。スイッチバックを併せ持つ理由は勾配途中に平坦な場所を設け、そこに停車場を建設したためである。

### 年表
- 1909年（明治42年）12月26日：鹿児島本線所属駅として鉄道院が開設[4]。
- 1927年（昭和2年）10月17日：海岸ルート（川内本線）全通に伴い肥薩線所属に変更[5]。
- 1974年（昭和49年）10月1日：貨物取扱廃止[2]。
- 1984年（昭和59年）2月1日：荷物扱い廃止[2]。
- 1986年（昭和61年）11月1日：電子閉塞装置導入[6]により無人化[7]。
- 1987年（昭和62年）4月1日：国鉄分割民営化により九州旅客鉄道が継承[6]。
- 2007年（平成19年）11月30日：大畑駅、周辺の鉄道施設遺産、石造りの給水塔、および朝顔型噴水が南九州近代化産業遺産群の物資輸送関連遺産の1つとして選ばれる。
- 2018年（平成30年）9月8日：駅構内の旧保線詰所跡を改装したレストランが開業[8]。

## 駅構造
通過不可能なスイッチバック構造で、かつて運転されていた優等列車も必ず停車しなければならなかった。ただし、特急「おおよど」は運転停車のため、客扱いは行わなかった。
駅は島式ホーム1面2線を持ち、ホームから構内踏切を渡って駅舎に行くことができる。
木造駅舎は開業当時のもので、周りの駅とよく似ているが、当駅のみ観光列車「いさぶろう・しんぺい」のリニューアルにあわせて窓枠を木造に戻すなど、開業当初の雰囲気を再現する改装が行われた。なお、当駅は無人駅であるが、発車ベルがある。

### のりば
| のりば | 路線    | 方向 | 行先                   | 備考                                           |
| ------ | ------- | ---- | ---------------------- | ---------------------------------------------- |
| 1      | ■肥薩線 | 下り | 吉松・宮崎・鹿児島方面 | 宮崎（都城）・鹿児島（隼人）方面は吉松にて乗換 |
| 2      | ■肥薩線 | 上り | 人吉・熊本方面         |                                                |

付記事項
- 近年では人吉駅以北へ直通する列車の設定がなかったが、2016年3月のダイヤ改正より、「いさぶろう1号」及び「しんぺい4号」が熊本駅まで、普通列車上下各1本が八代駅まで直通する[9]。
- 2000年（平成12年）3月11日まで、急行えびのが停車していた。

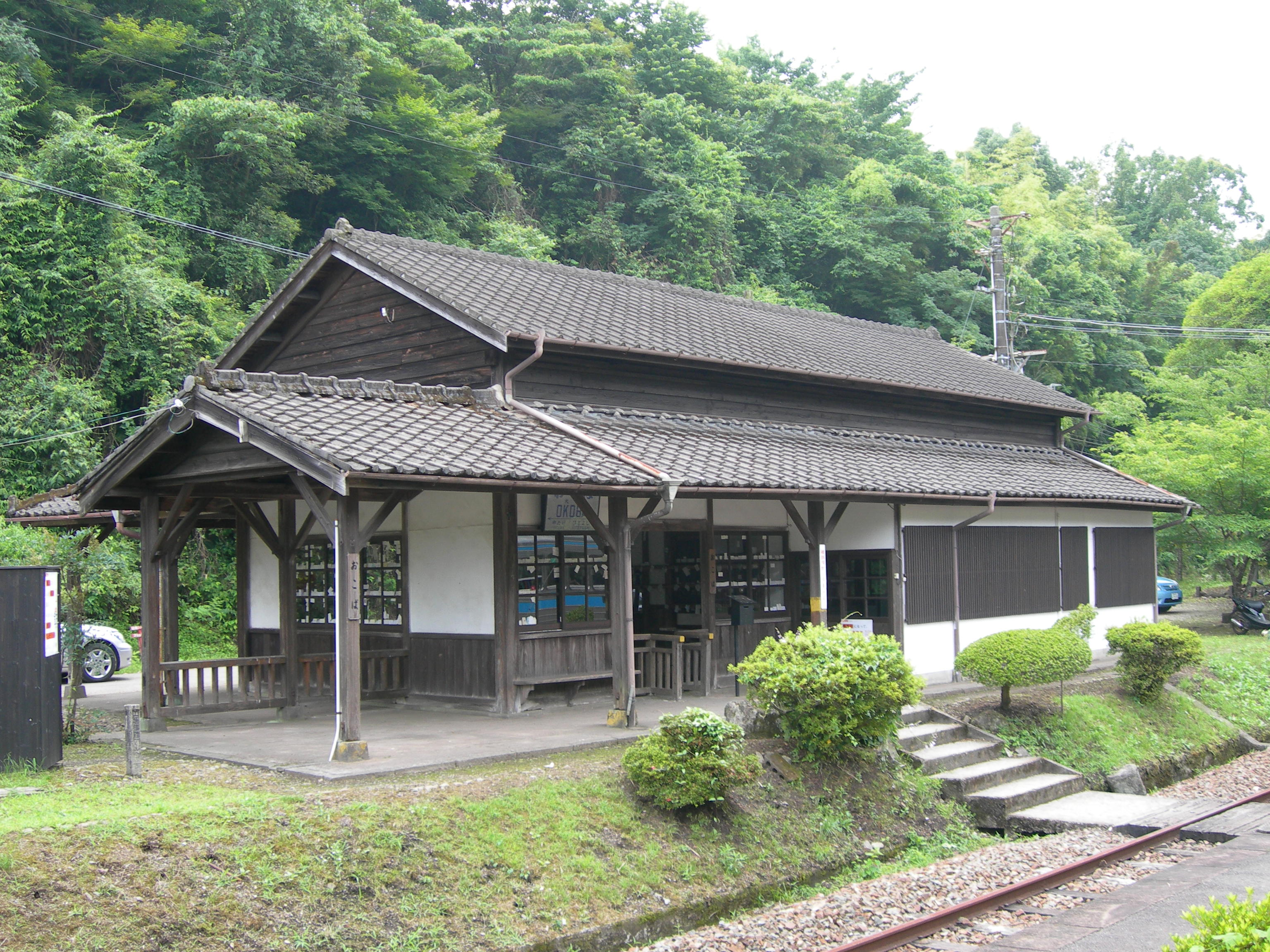
駅舎線路側
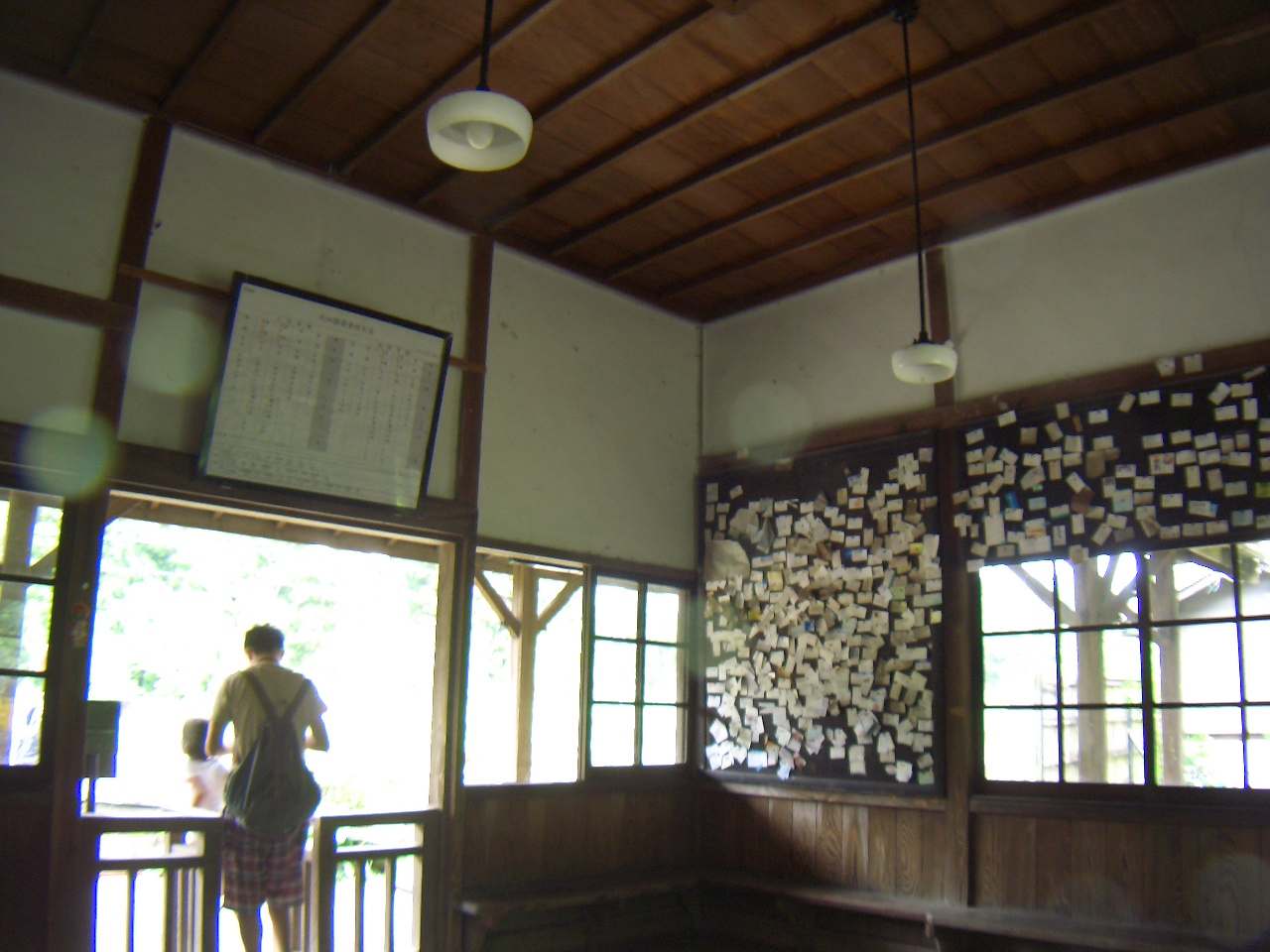
駅舎内
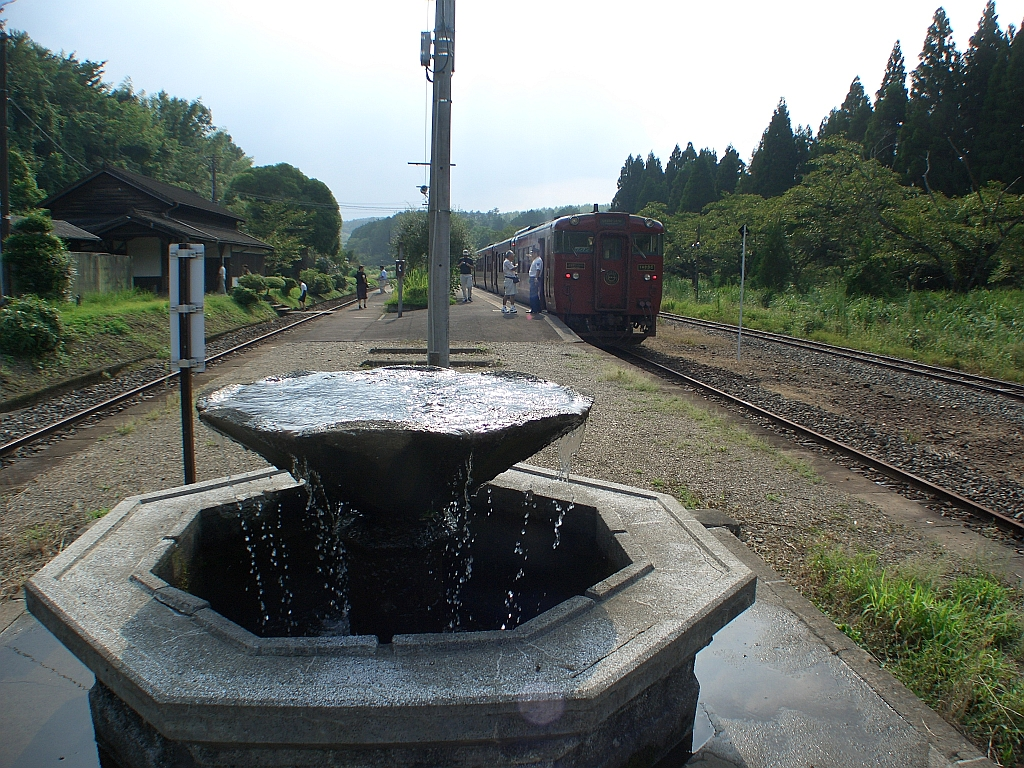
ホームに設けられた洗顔用の湧水盆
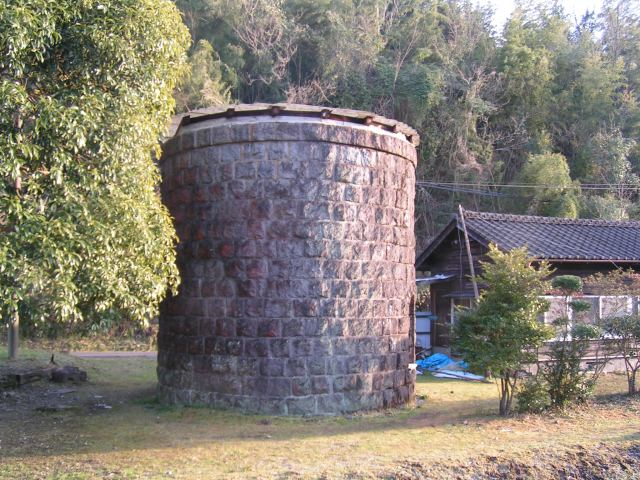
給水塔跡

### スイッチバック

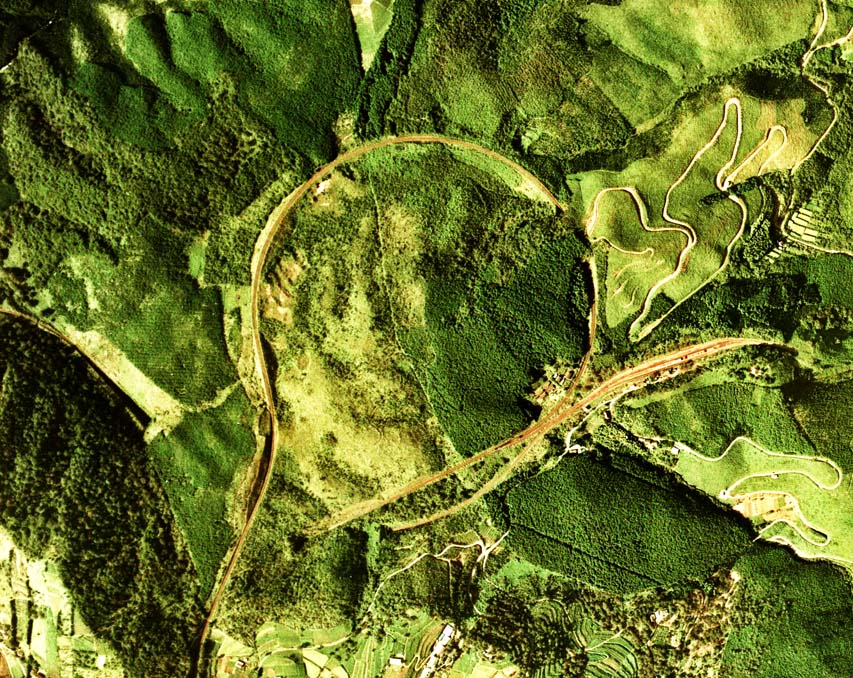
大畑駅付近のスイッチバックとループの航空写真。画面左から上ってきてトンネルを抜け、画面右の大畑駅に入る。左右にスイッチバックして、ループにはいり、画面下に抜ける。国土交通省 国土地理院 地図・空中写真閲覧サービスの空中写真を基に作成
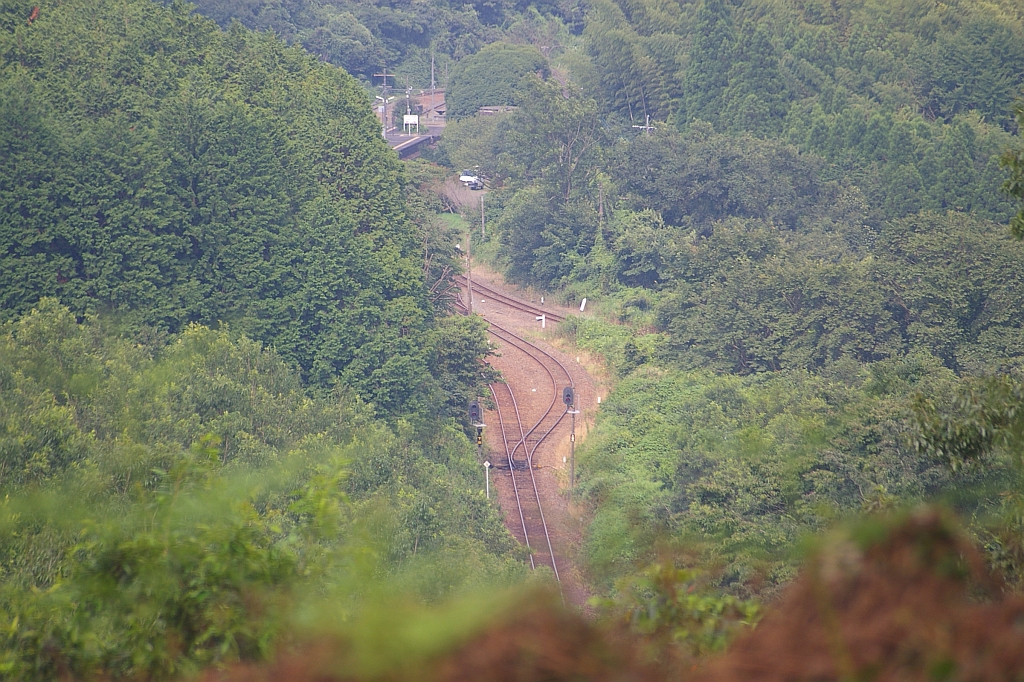
ループ線上（矢岳方）より大畑スイッチバックを彼方に望む。
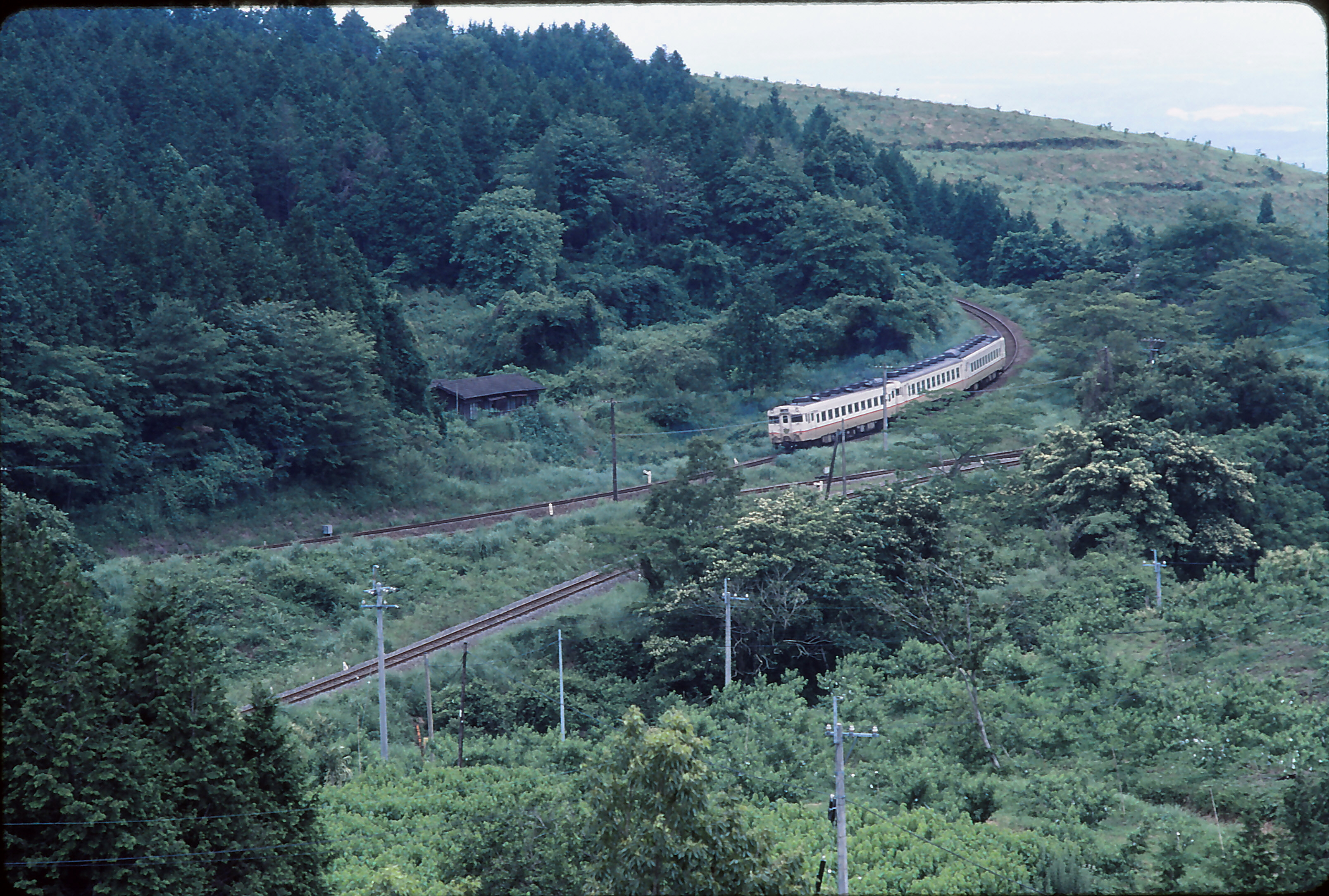
右下線路大畑駅　左下線路人吉駅方面　左上線路スイッチバック引き上げ線　右上線路（ループ線）矢岳駅方面
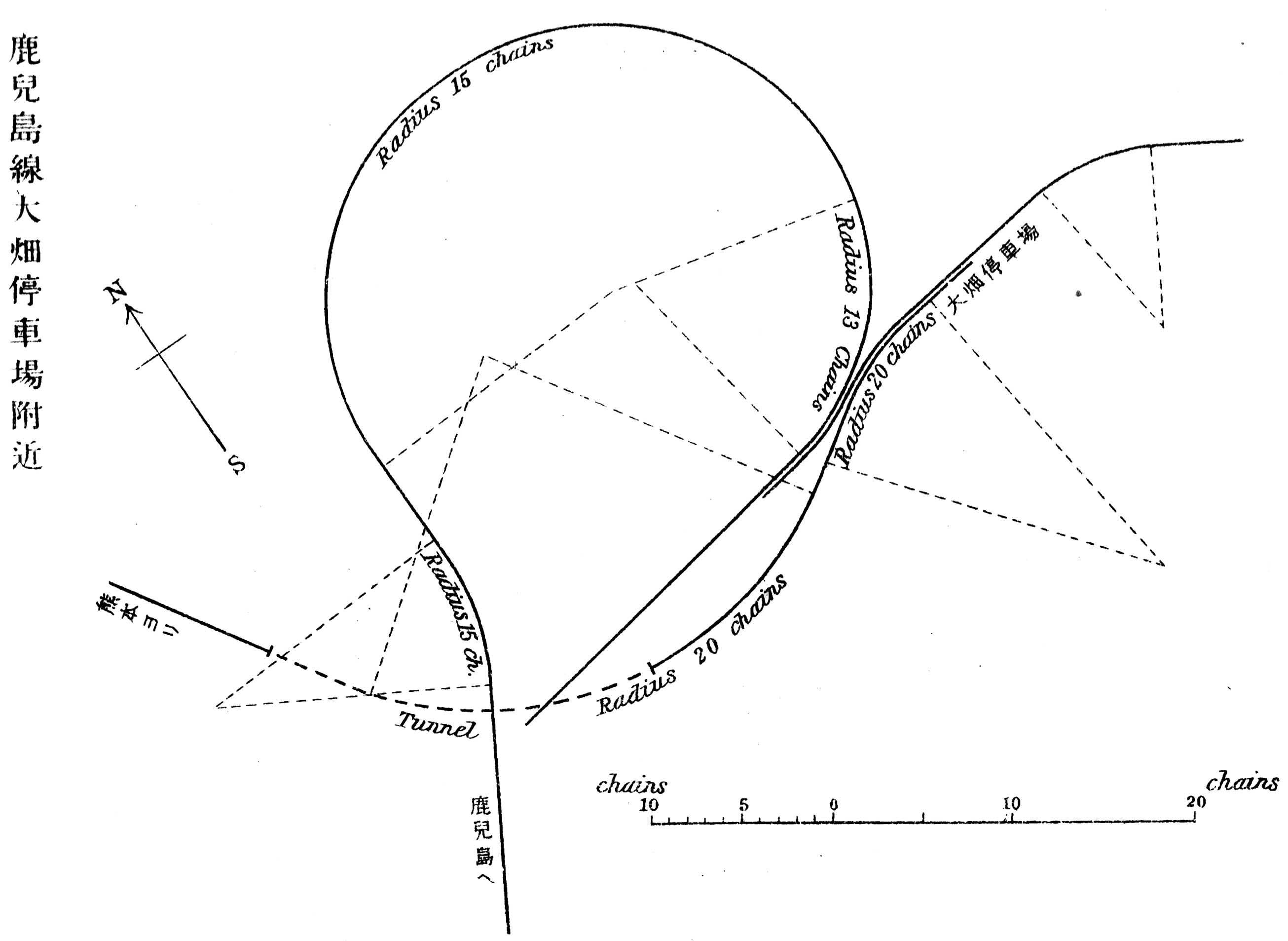
スイッチバックとループ線（田辺朔郎による）

## 駅周辺
- 人吉梅園
- 大野渓谷
- 熊本県道189号大畑停車場線
- 宮地嶽神社 - 2014年に撤去された人吉駅の跨線橋の支柱を鳥居として再利用している[10]。

## その他
2004年夏、青春18きっぷのポスターのモデル駅に選ばれた。

## 位置情報
- 北緯32度09分53.75秒 東経130度47分15.80秒 / 北緯32.1649306度 東経130.7877222度
- 肥後大畑(八代) - 地理院地図
- 大畑駅 - Google マップ

## 隣の駅
観光列車「いさぶろう・しんぺい」の停車駅は列車記事を参照のこと。
九州旅客鉄道（JR九州）
■肥薩線
人吉駅 - 大畑駅 - 矢岳駅